# Бабаев, Александр Иванович (лётчик)
Алекса́ндр Ива́нович Баба́ев (6 сентября 1923 — 22 мая 1985) — ас советской истребительной авиации в годы Великой Отечественной войны, советский военачальник, командующий 16-й воздушной армией, генерал-полковник авиации (4.11.1973). Герой Советского Союза (21.02.1978), Заслуженный военный лётчик СССР (1965).

## Ранние годы
Родился 6 сентября 1923 года в городе Калуге, в семье рабочего. С 1930 года жил в Воронеже. Окончил 8 классов средней школы в 1940 году. Работал грузчиком заготконторы, одновременно учился в Воронежском аэроклубе.
В Красной Армии с декабря 1940 года. Окончил Батайское военное авиационное училище лётчиков имени А. К. Серова в 1941 году. В 1941—1942 годах — пилот 16-го и 27-го запасных авиационных полков (Приволжский и Архангельский военные округа).

## В годы Великой Отечественной войны
Участник Великой Отечественной войны с апреля 1942 года. Весь боевой путь прошёл в рядах 196-го истребительного авиационного полка: лётчик, старший лётчик, командир звена, с ноября 1944 — заместитель командира авиационной эскадрильи. Полк воевал в составе 13-й воздушной армии на Ленинградском фронте, с сентября 1944 года — в 7-й воздушной армии на Карельском фронте. Воевал на истребителях «Киттихаук», «Аэрокобра», Як-1. 
Капитан Бабаев А. И. к концу войны совершил 260 боевых вылетов, провёл 48 воздушных боёв, в которых сбил лично 9 и в группе 1 самолёт противника.

## Послевоенное время
После окончания войны продолжал службу в Вооружённых силах СССР. В 1947 году окончил Высшие офицерские лётно-тактические курсы ВВС в Липецке. С 1948 года командовал эскадрильей в родном 196-м истребительном авиационном полку, с 1950 — в 274-м истребительном авиационном полку Московского военного округа, вскоре стал заместителем командира этого полка. Успешно осваивал реактивную авиационную технику.
С мая 1951 года — командир 234-го гвардейского истребительного авиационного полка в Московском военном округе. С 1954 года — заместитель командира 9-й истребительной авиационной дивизии. 
В 1958 году окончил Военной академии Генерального штаба Вооружённых Сил СССР. 
С декабря 1958 года командовал 126-й истребительной авиационной дивизией в 16-й воздушной армии Группы советских войск в Германии. В 1963—1965 годах — заместитель командующего по боевой подготовке, а в 1965—1967 годах — 1-й заместитель командующего 24-й воздушной армией (ГСВГ). В 1967—1968 годах — 1-й заместитель командующего 26-й воздушной армией (Белорусский военный округ). 
С апреля 1968 года по август 1973 года — командующий 76-й воздушной армией в Ленинградском военном округе. С 1973 по 1978 год — командующий 16-й воздушной армией в ГСВГ.
Указом Президиума Верховного Совета СССР от 21 февраля 1978 года, за личное мужество и отвагу, проявленные в период Великой Отечественной войны, высокие результаты в боевой подготовке войск, освоении сложной боевой техники и в связи с 60-летием Советской Армии и Военно-Морского Флота, генерал-полковнику авиации Бабаеву Александру Ивановичу присвоено звание Героя Советского Союза с вручением ордена Ленина и медали «Золотая Звезда» (№ 11288).
С сентября 1978 года по апрель 1980 года вновь командовал 76-й воздушной армией. После её упразднения, с апреля 1980 года по январь 1985 года — командующий ВВС Ленинградского военного округа. 
С января 1985 года — консультант факультета подготовки врачей для ВВС в Военно-медицинской академии имени С. М. Кирова.
Депутат Верховного Совета РСФСР 9-го созыва (1975—1980). Жил в Ленинграде.
Скончался 22 мая 1985 года. Похоронен на Богословском кладбище в Санкт-Петербурге.

## Награды
СССР
- Медаль «Золотая Звезда» (21.02.1978)
- Два ордена Ленина (25.07.1949, 21.02.2978)
- Орден Октябрьской Революции (27.12.1982)
- Пять орденов Красного Знамени (19.08.1944, 5.11.1944, 1.09.1953, 22.02.1955, 22.02.1968)
- Два ордена Отечественной войны I степени (10.10.1944, 11.03.1985)
- Четыре ордена Красной Звезды (22.03.1943, 29.04.1954, 30.12.1956, 22.02.1962)
- Орден «За службу Родине в Вооружённых Силах СССР» III степени (30.04.1975)
- Медаль «За отвагу» (13.02.1943)
- Медаль «За боевые заслуги» (17.05.1951)
- Медаль «За воинскую доблесть. В ознаменование 100-летия со дня рождения Владимира Ильича Ленина»
- Медаль «За оборону Ленинграда»
- Медаль «За оборону Советского Заполярья»
- Медаль «За победу над Германией в Великой Отечественной войне 1941—1945 гг.»
- Юбилейная медаль «Двадцать лет Победы в Великой Отечественной войне 1941—1945 гг.»
- Юбилейная медаль «Тридцать лет Победы в Великой Отечественной войне 1941—1945 гг.»
- Юбилейная медаль «Сорок лет Победы в Великой Отечественной войне 1941—1945 гг.»
- Медаль «Ветеран Вооружённых Сил СССР»
- Медаль «За укрепление боевого содружества» (СССР)
- Юбилейная медаль «30 лет Советской Армии и Флота»
- Юбилейная медаль «40 лет Вооружённых Сил СССР»
- Юбилейная медаль «50 лет Вооружённых Сил СССР»
- Юбилейная медаль «60 лет Вооружённых Сил СССР»
- Медаль «В память 250-летия Ленинграда»
- Медаль «За безупречную службу» I степени

Награды зарубежных государств
- Боевой орден «За заслуги перед народом и Отечеством» в золоте (Германская Демократическая Республика, 1976)
- Орден «За заслуги перед Отечеством» в серебре (ГДР, 7.10.1978)
- Медаль «Братство по оружию» (ГДР)
- Медаль «50 лет Монгольской Народной Армии» (Монголия, 15.03.1971)
- Медаль «За боевые заслуги» (Монголия, 30.04.1977)

## Почетные звания
- Заслуженный военный лётчик СССР (19.08.1965)

## Высшие воинские звания
- генерал-майор авиации (9.05.1961),
- генерал-лейтенант авиации (19.02.1968),
- генерал-полковник авиации (1.11.1973).